# Peru nos Jogos Pan-Americanos de 2007
O Peru competiu nos Jogos Pan-Americanos de 2007 no Rio de Janeiro, no Brasil. A delegação peruana contou com 93 atletas liderados pelo remador Víctor Aspillaga na cerimônia de abertura realizada em 13 de julho.

## Medalhas

### Prata
Levantamento de peso - até 62 kg masculino
- Miñan Mogollon

Luta greco-romana - até 74 kg masculino
- Sixto Barrera

Taekwondo - até 68 kg masculino
- Peter López

Vela - Classe Sunfish
- Alexander Zimmermann

### Bronze
Badminton - Individual masculino
- Rodrigo Pacheco

Badminton - Individual feminino
- Claudia Rivero

Badminton - Duplas feminino
- Jie Meng Jin e Valeria Rivero

Badminton - Duplas mistas
- Rodrigo Pacheco e Claudia Rivero

Caratê - até 60 kg feminino
- Susana Bojaico

Judô - acima de 100 kg masculino
- Carlos Zegarra

Luta livre - até 60 kg masculino
- Aldo Parimango

Luta greco-romana - até 60 kg masculino
- Mario Molina

## Desempenho

### Levantamento de peso
Até 62 kg masculino
- Miñan Mogollon: 236 kg →  Prata

### Voleibol
Torneio feminino
- Fase de grupos
  - Derrota para o BRA Brasil, 0-3 (15-25, 19-25, 12-25)
  - Vitória sobre o MEX México, 3-0 (25-16, 25-23, 25-17)
  - Vitória sobre a DOM República Dominicana, 3-2 (14-25, 25-13, 23-25, 29-27, 15-8)

- Semifinal
  - Derrota para CUB Cuba, 0-3 (14-25, 23-25, 22-25)

- Disputa pelo 3º lugar
  - Derrota para os USA Estados Unidos, 0-3 (22-25, 22-25, 22-25) → 4º lugar